# سيروس أتاباي
سیروس أتاباي (1929 - 1996)، هو شاعر ألماني-إيراني. ولد اتاباي بالقرب من طهران عام 1929م، ودرس المرحلة الإعدادية في برلين، وأكملها بعد انتهاء الحرب العالمية الثانية في سويسرا، وانهى دراسته الجامعية في ميونيخ، وعاش متنقلا مابين طهران ولندن، حتى قامت الثورة الإسلامية الإيرانية فأسقطت عنه الجنسية مع عدم ممارسته لأية نشاطات سياسية، ورفضت المانيا منحه تأشيرة دخول لأنه من أقرباء الشاه السابق، ولم يستطع دخولها إلا عام 1983م، وانتخب عضوا في أكاديمية الفنون الجميلة بمقاطعة بافاريا. وقد بدأ أتاباي كتابة الشعر في مرحلة مبكرة من شبابه، فنشر باللغة الألمانية عام 1956م مجموعته الشعرية الأولى «بعض ظلال» بعدها توالت مجموعات شعرية ونثرية أخرى، وينسب اليه فضل تعريف الألمان بالأدب الفارسي الحديث إذ ترجم في بداية السبعينيات من القرن العشرين مختارات من الأدب الإيراني إلى اللغة الألمانية ونشرها في المجلات الأدبية، ثم جمعها في كتاب، كما قدم مختارات لحافظ الشيرازي وجلال الدين الرومي وأبي العلاء المعري وترجم رباعيات الخيام.
توفي في ميونيخ عام 1996 عن عمر يناهز 67 عام.

## وصلات خارجية
- سيروس أتاباي على موقع مونزينجر (الألمانية)